# Kanton Auray
Kanton Auray (francouzsky Canton d'Auray) je francouzský kanton v departementu Morbihan v regionu Bretaň. Tvoří ho devět obcí.

## Obce kantonu
- Auray
- Le Bono
- Crach
- Locmariaquer
- Plougoumelen
- Plumergat
- Pluneret
- Sainte-Anne-d'Auray
- Saint-Philibert